# 조규천

조규천(1966년 5월 9일 ~ )은 대한민국의 가수, 작곡가, 프로듀서이다.